# 알론조 베이버스
알론조 C. 베이버스(Alonzo C. Babers, 1961년 10월 31일 ~ )는 전 미국의 단거리달리기 선수로 1984년 로스앤젤레스 올림픽 400m - 1600m 릴레이 2관왕이다.
앨라배마주 몽고메리에서 태어난 베이버스는 당시 서독의 카이저슬라우테른 미국인 고등학교를 졸업한 군사적 종속이었다. 1979년부터 1983년까지 미국 공군사관학교에서 달리기와 미식축구의 한 시즌을 활약한 그는 항공우주공학을 전공하면서 졸업하였다.
베이버스의 국제적 육상 경력이 결정적과 중단적으로 끝난 후, 명성으로 눈부시게 오르게 되었다. 1982년 말기로 올라가면서 그의 400m 최고 시간은 45.9초였으나 1983년 동안 최고 시간 45.07초로 달려 급속히 향상되었다. 그러나 그해 헬싱키에서 열린 세계 육상 선수권 대회에서는 1600m 릴레이에서 실망스러운 6위에 그치고 말았다.
1984년에 베이버스는 자신의 급속적 향상을 지속시켰다. 로스앤젤레스에서 열린 미국 올림픽 선발 시합에서 그는 개인 전력 44.95초로 자신의 준결승전을 우승하였다. 후에 결승전에서 44.86초의 또다른 개인 전력으로 달려 올림픽 진출에 합격하였다. 올림픽에서 자신의 준준결승전에서 44.75초로 자신의 개인 전력을 낮추었다. 결승전에서 그는 44.27초로 달려 금메달을 획득하였다. 자신이 세번째 주자로 달린 1600m 릴레이에서 미국 팀이 2분 57.91초로 우승하였다.
올림픽을 위한 훈련과 경기 활약을 하는 동안에 베이버스는 공군의 중위 계급을 달았다. 올림픽이 끝난 한달 후에 공군 훈련 학교에 보고하여 조종사로서 자신의 경력을 시작하면서 그의 육상 경력이 끝났다. 1983년부터 1991년까지 베이버스는 공군의 현역 군무 장교였고, 지속적으로 공군 예비 역병의 일원을 지냈다.
현재는 유나이티드 항공을 위한 777 조종사로 고용되어 있다.